# Rus

Karte der Rus zum Zeitpunkt der Mongoleninvasion 1237

Die Rus (ostslawisch Русь, griechisch Ρωσία Rossía, lateinisch Russia bzw. Ruthenia, im früheren deutschen Sprachgebrauch Russland, Ruthenien oder Reußen) ist ein historisches Gebiet in Osteuropa. Der Name stammt vom Volk der Rus, aus dem die Rurikiden-Dynastie hervorging, die das Gebiet ab dem 9. Jahrhundert unter ihrer Herrschaft vereinigte. Er wird heute überwiegend vom nordischen roðr für „Ruderer“ hergeleitet. Im Folgenden bezeichnete dieser Begriff bis in die Neuzeit das Gebiet der Ostslawen. Trotz der politischen Teilung spielte der Bezug auf die Rus als orthodoxen Kulturraum viele Jahrhunderte lang eine große Rolle in den Titeln und den Territorialansprüchen der weltlichen und geistlichen Herrscher (siehe „der ganzen Rus“).

## Begriff

### In der deutschen Sprache
Der Begriff Rus ist im Deutschen eine in der jüngeren Zeit gebräuchliche direkte Übername aus den ostslawischen Sprachen. In den historischen deutschen Quellen des Mittelalters und der Neuzeit ist häufig von Reußen oder von Russland die Rede, wobei der zweite Begriff nicht nur eine politische Bedeutung besaß (unabhängiges Zarentum Russland ab der Herrschaftszeit Iwans III., später Russisches Kaiserreich), sondern auch eine, die den gesamten ostslawischen Raum umfasste. Ab dem 19. Jahrhundert nutzte man mit Ruthenien (einer aus dem Lateinischen entlehnten Namensvariation der Rus) einen weiteren Begriff, den man vor allem zur Differenzierung der Ostslawen nutzte und den man Russland als dem Gebiet der Groß-Russen entgegensetzte. Das gängige Adjektiv zur Rus ist russisch, was jedoch keine ausschließliche Kontinuität zu den heutigen (Groß-)Russen bedeutet.
In der Forschung wird der zeitgenössische Begriff Rus' verwendet und nicht wie früher der Begriff Russland (Rossija). Seine Bevölkerung wird ebenfalls als Rus’ bezeichnet.

### In den ostslawischen Sprachen
Das Wort Rus wird in der modernen russischen Sprache mittlerweile eher im historischen und poetischen Kontext verwendet. Für die Eigenbezeichnung des Landes wird in Russland ca. ab dem 17. Jahrhundert das griechische Pendant Rossija verwendet, wohingegen die Bezeichnung der russischen Sprache (русский язык) und des russischen Volkes (русский народ) direkt von der Rus herkommt. Das Wort Rus steckt auch im Landesnamen Belarus (Weiße Rus bzw. Weißrussland). Noch bis ins 20. Jahrhundert ging das Ethnonym der Ukrainer auf die Rus zurück (Ruthenen, Kleinrussen). Die historische allgemeine ostslawische Selbstbezeichnung Russinen (русини, русины) ist nur als Selbstbezeichnung einer kleinen distinkten ethnischen Gruppe in den Karpaten erhalten geblieben.
Unter den russischen Orthodoxen existiert seit dem 16. Jahrhundert das religiös-philosophische Konzept der Heiligen Rus, das dem Konzept des Dritten Roms nahesteht. Die poetische Dimension des Wortes Rus fand auch in der sowjetischen Hymne von 1943 und auch in der Variante von 1977 ihren Ausdruck:
Союз нерушимый республик свободных

Сплотила навеки Великая Русь.

Да здравствует, созданный волей народов,

Единый, могучий Советский Союз!
Die unzerbrechliche Union der freien Republiken

vereinigte für die Ewigkeit die große Rus.

Es lebe, geschaffen durch den Willen der Völker

die einige, mächtige Sowjetunion!

## Geschichte

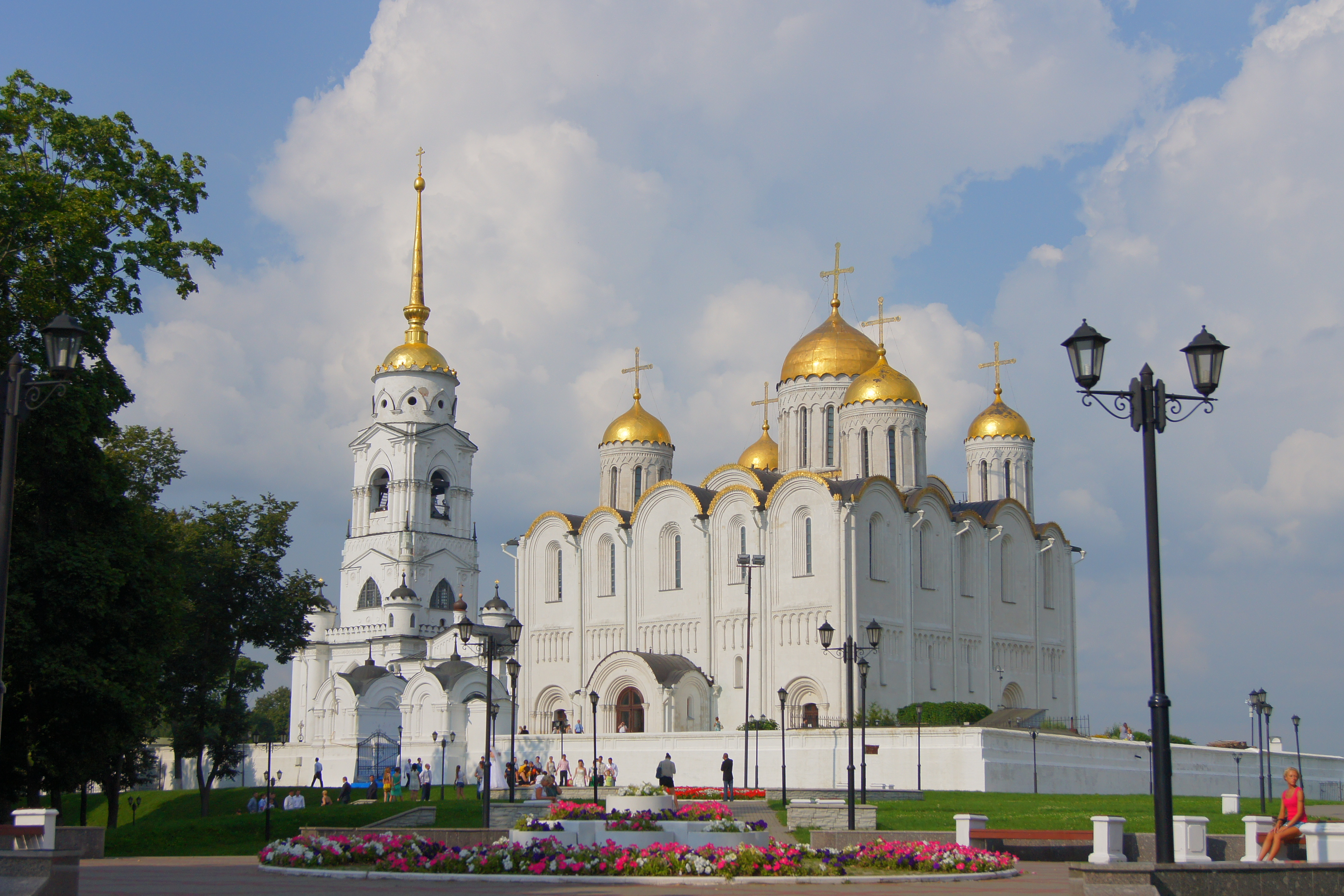
Mariä-Entschlafens-Kathedrale in Wladimir (1158–1160; Zentralrussland)

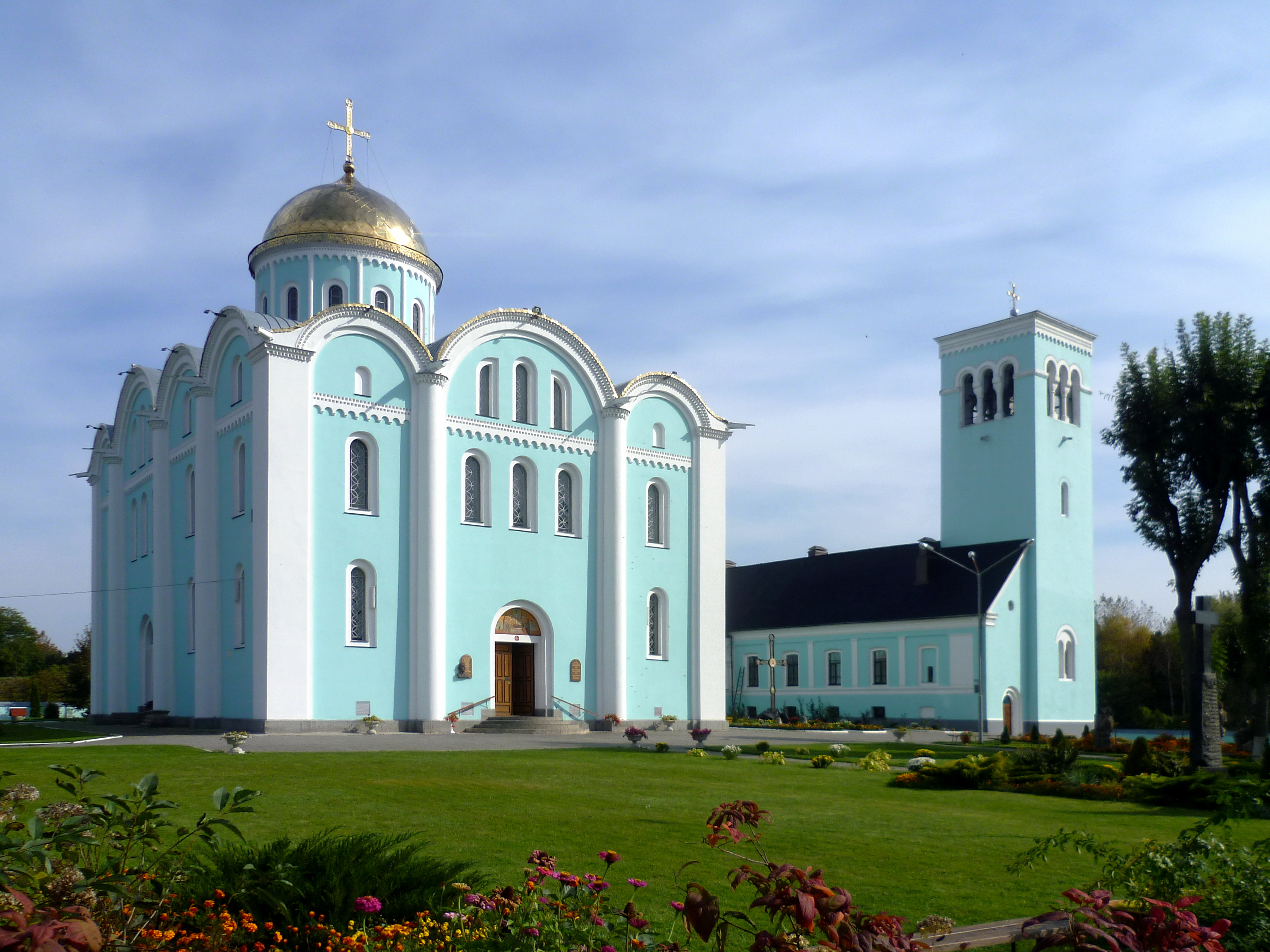
Mariä-Entschlafens-Kathedrale in Wolodymyr (1156–1160; Westukraine)

Im 9. Jahrhundert entstand aus der Vereinigung der nördlichen Rus-Gebiete um Nowgorod, die unter der Herrschaft Rjuriks und seines Geschlechts standen, und der südlichen Gebiete um Kiew, die von Askold und Dir regiert wurden, ein bedeutendes Großreich, das den Weg von den Warägern zu den Griechen kontrollierte. Da seine Hauptstadt ab 882 Kiew wurde, wurde von den Historikern die Bezeichnung Kiewer Rus geprägt, um die Epoche in der Geschichte der Rus zu kennzeichnen, in der Kiew ihr politisches Zentrum war. Nach der griechisch-orthodoxen Christianisierung der Rus im Jahre 988 erlebte das Reich eine Blütezeit. Allerdings setzte ab der zweiten Hälfte des 11. Jahrhunderts der Prozess der feudalen Zersplitterung ein, der von zahlreichen Feudalfehden begleitet wurde und etliche russische Fürstentümer hervorbrachte. Kiew blieb zwar die größte Stadt und das symbolische und spirituelle Zentrum der Rus (weswegen man noch bis 1240 von Kiewer Rus spricht), wurde jedoch zunehmend zum Streitobjekt der verschiedenen Rurikiden-Linien (Smolensk, Tschernigow, Wladimir-Susdal, Halytsch-Wolhynien), die ihre eigenen Fürstentümer zu den eigentlichen politischen Zentren ausbauten. Vor dem Hintergrund der häufigen Kriege um Kiew migrierte ein bedeutender Teil der Bevölkerung aus dem Dnepr-Gebiet nach Nordosten (siehe slawische Kolonisierung der nordöstlichen Rus). Einer verbreiteten Theorie zufolge entstand ab dem 12. Jahrhundert aus der Verschmelzung der verschiedenen slawischen und nicht-slawischen Stämme, deren Namen um diese Zeit aus den Chroniken verschwinden, das sogenannte altrussische Volk (древнерусская народность), im Igorlied Russitschi (русичи) genannt.
Die häufigen innerrussischen Kriege begünstigten im 13. Jahrhundert die mongolische Invasion der Rus, die weite Teile der Rus verheerte und lediglich die nordwestlichen Fürstentümer (Nowgorod, Polozk und Smolensk) aussparte. Die Mongolen ließen die russischen Fürstentümer als politische Einheiten bestehen, errichteten aber ein System erdrückender politischer Abhängigkeit. So mussten die russischen Fürstentümer immense Tributzahlungen entrichten, Kriegerkontingente für die militärische Unternehmungen der Mongolen bereitstellen und die Hierarchie der eigenen Fürsten vom Khan der Goldenen Horde bestimmen lassen. Das Gebiet um Kiew wurde noch stärker verwüstet, als andere Gebiete der Rus. Maximos, der Metropolit von Kiew, zog am Ende des 13. Jahrhunderts nach Wladimir um (wenig später kam der Metropolitensitz nach Moskau). Zu den Großfürsten machte der Khan vor allem die Fürsten von Wladimir-Susdal. Mit Halytsch-Wolhynien entstand im Westen der Rus ein weiteres relativ mächtiges Fürstentum. Fürst Daniel Romanowitsch von Galizien ließ sich 1256 vom Papst zum „König der Rus“ (Rex Russiae) krönen. Nowgorod konnte indes die Expansion der Schweden und des deutschen Ritterordens abwehren.

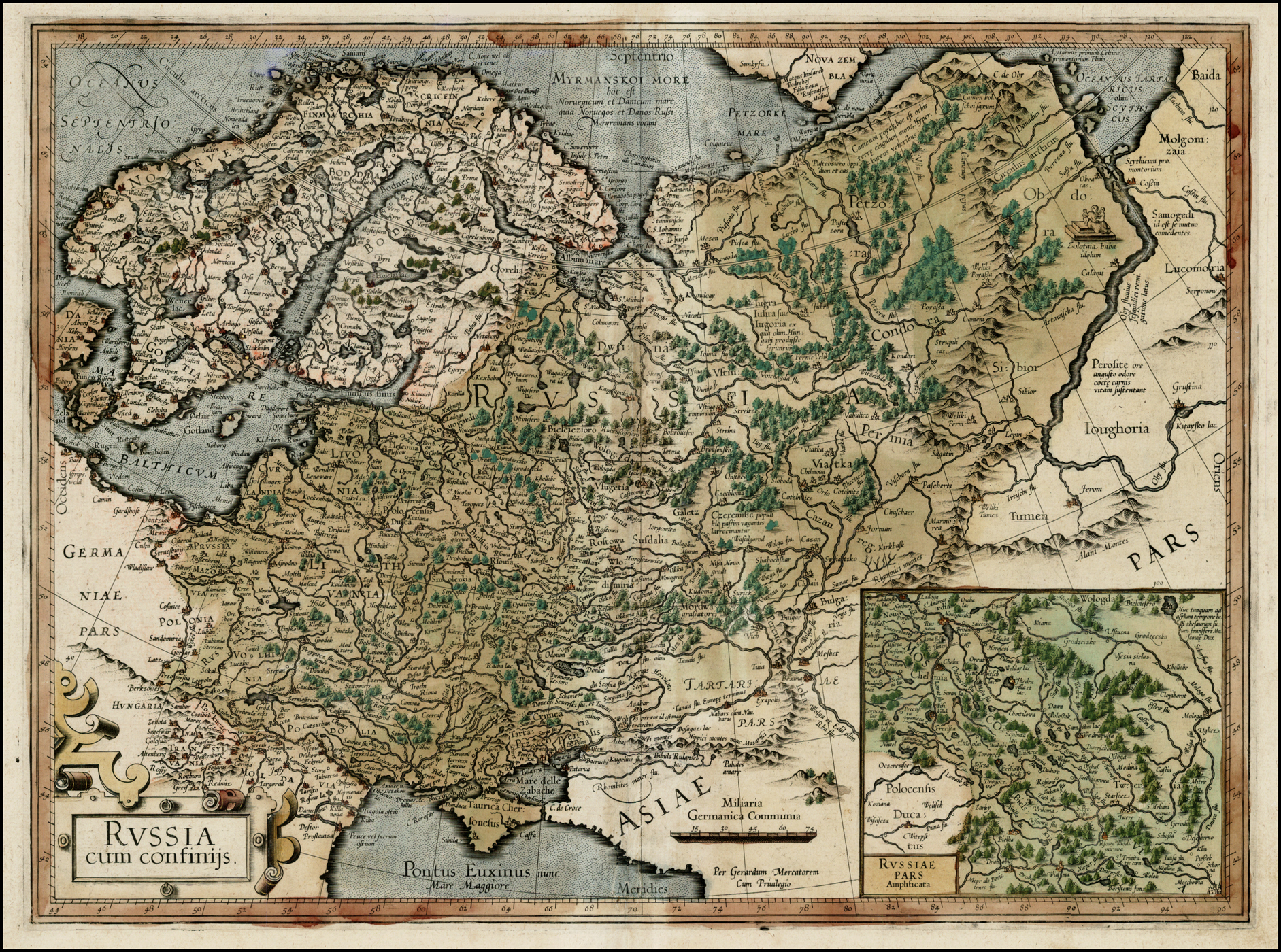
Die Karte Russlands von Gerhard Mercator um 1595. Als „Russia“ sind nicht nur die großrussischen Gebiete gekennzeichnet, sondern auch die Gebiete um Lemberg (Rotreußen)

Der westliche Teil der Rus gelangte ab dem 14. Jahrhundert in den Machtbereich des expandierenden Großfürstentums Litauen, das innerhalb von ca. 100 Jahren auf militärischen und nicht-militärischen Wegen riesige Gebiete unterwarf und die rivalisierende Goldene Horde in der Schlacht am Blauen Wasser besiegte. Das Königreich Polen sicherte sich nach dem Aussterben der Rurikiden in Halytsch-Wolhynien die Herrschaft über Galizien. Die transkarpatischen Gebiete der Rus gingen an das Königreich Ungarn, die Bukowina und Pokutien an das Fürstentum Moldau. So verloren Teile der Rus ihre Eigenstaatlichkeit und gelangten für mehrere Jahrhunderte in den Machtbereich verschiedener äußerer Akteure. Einen interessanten Einblick in die politische Landschaft des späten 14. Jahrhunderts gibt die „Liste der fernen und nahen russischen Städte“, ein wiederkehrender Anhang altrussischer Chroniken. Die Liste bezeugt zeitgleich, dass ein gemeinsames Bewusstsein der Ostslawen trotz der politischen Teilung erhalten blieb. Auch die gesamtrussiche Metropolie der orthodoxen Kirche blieb bis zur Mitte des 15. Jahrhunderts ein konsolidierender Faktor, bis die litauischen Fürsten die Abspaltung einer neuen Kiewer Metropolie von Moskau erzwangen.
Im Gegensatz zu den Gebieten im Südwesten entstand im Nordosten der Rus am Ende des 15. Jahrhunderts unter dem Moskauer Großfürsten Iwan dem Großen, einem Rurikiden, ein zentralisiertes und unabhängiges Russisches Reich, das die Oberherrschaft der Goldenen Horde abschüttelte. Es sah sich als Erbe sowohl der Kiewer Rus, als auch des untergegangenen Byzantinischen Reiches (Moskau als „Drittes Rom“) und stand in scharfer Rivalität um die Gebiete der Rus mit dem katholischen Großfürstentum Litauen (siehe Russisch-Litauische Kriege), später mit der Polnisch-Litauischen Adelsrepublik (siehe Russisch-Polnische Kriege). In diese Zeit der Dualität fällt einer Theorie zur Folge die Aufspaltung des altrussischen Volkes in den russischen und in den „ruthenischen“ Teil sowie die sprachliche Auseinanderentwicklung des Russischen und des Ruthenischen. Die ethnische und sprachliche Ausdifferenzierung der Belarussen und der Ukrainer verbindet man mit der Zeit nach der Union von Lublin 1569, als sich die Belarussen im litauischen und die Ukrainer im polnischen Teil des Reiches als distinkte Gruppen entwickelten.
Nach der Union von Brest 1596, die eine Vereinigung der katholischen und der orthodoxen Kirche innerhalb Polen-Litauens und die Anerkennung des Papstes durch die Orthodoxen vorsah, rebellierte ein großer Teil der Orthodoxen gegen diese Entscheidung und begann sich Russland anzunähern. Der konfessionelle Kampf bereitete den Boden für die Wahrnehmung des russischen Zaren als Beschützer der Orthodoxie und den Vertrag von Perejaslaw 1654, als Kiew und ein Teil des Hetmanats der Saporoger Kosaken die Oberhoheit Russlands anerkannte. Im Zeichen der „Sammlung der russischen Erde“, die Moskau seit dem 14. Jahrhundert betrieb, standen auch die Polnischen Teilungen, die Besetzung Galiziens im Ersten Weltkrieg und die sowjetische Besetzung Ostpolens 1939.